# Större paddspindel
Större paddspindel (Ozyptila atomaria) är en spindelart som först beskrevs av Georg Wolfgang Franz Panzer 1801.  Större paddspindel ingår i släktet Ozyptila och familjen krabbspindlar. Arten är reproducerande i Sverige. Inga underarter finns listade i Catalogue of Life.